# Мерлінська волость
Мерлінська волость (Жорновська волость) — історична адміністративно-територіальна одиниця Краснинського повіту Смоленської губернії з центром у селі Мерліно.
Станом на 1885 рік складалася з 47 поселень, 9 сільських громад. Населення — 5374 особи (2627 чоловічої статі та 2747 — жіночої), 793 дворових господарств.
|                     | Площа, десятин | У тому числі орної, дес. |
| ------------------- | -------------- | ------------------------ |
| Сільських громад    | 14071          | 5690                     |
| Приватної власності | 148            | 90                       |
| Іншої власності     | 132            | 45                       |
| Загалом             | 14351          | 5825                     |

Найбільші поселення волості станом на 1885:
- Мерліно — колишнє власницьке село при річці Добра за 10 верст від повітового міста, 140 осіб, 21 двір, православна церква, школа, водяний млин, 2 ярмарки на рік.
- Жорновка — колишнє власницьке село при річці Жорновка, 166 осіб, 27 дворів.
- Новоселки — колишнє власницьке село при річці Лосьман, 116 осіб, 18 дворів, лавка.
- Сирокореньє — колишнє власницьке село при річці Лосьман, 474 особи, 63 двори, школа, лавка.